# Lijst van onderdelen van Te land, ter zee en in de lucht
Dit is een overzicht van alle onderdelen die gebruikt zijn in de Nederlandse versie van Te land, ter zee en in de lucht.

## Achteruitrijden

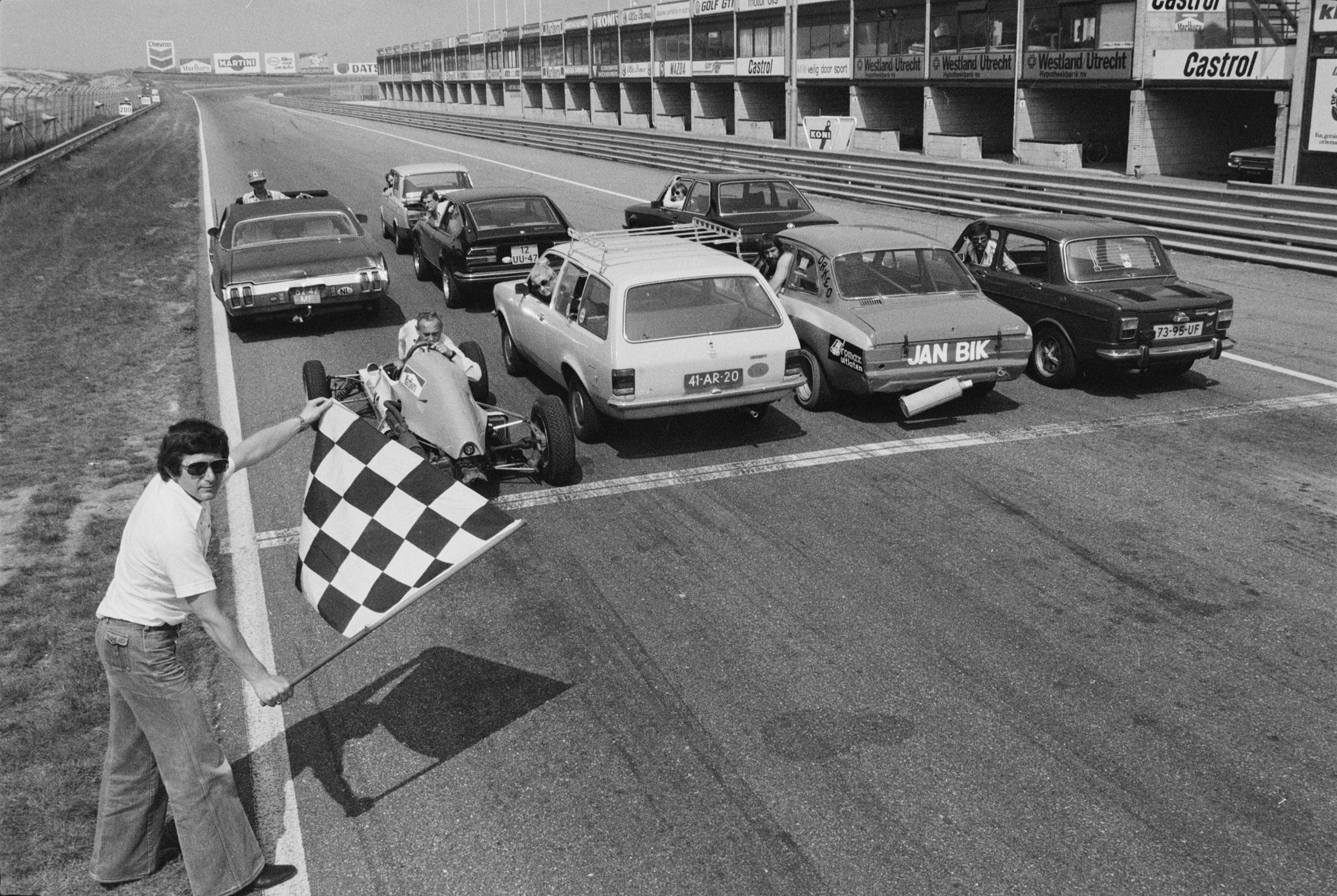
Rene Stokvis (TROS) bij start auto's achteruitrijden, juni 1978.

Dit onderdeel gaat anders dan andere onderdelen van het programma als Tobbedansen en Hoog en droog. Het speelt zich niet af op een baan maar op een racecircuit, waarbij het de bedoeling is dat de kandidaten in auto's deelnemen aan verschillende races.

### Veiligheidsmaatregelen
Met name bij het Achteruitrijden waren veiligheidsvoorschriften van toepassing: weinig benzine in de tank, accu's zitten vast, rollbars erin en de wagens worden ook gekeurd. Een deel van de dag zitten de kandidaten op het circuit te wachten tot ze mogen starten. Toen de organisatie in de gaten kreeg dat sommige kandidaten achter de schermen bier en andere alcoholica gebruikten, werden er alcoholcontroles ingevoerd. Hierdoor is het voorgekomen dat mensen gediskwalificeerd werden en dus niet aan de start mochten komen.

### Locatie
Eerst werd standaard het Circuit Park Zandvoort gebruikt voor het achteruitrijden. In de eerste jaren ging het nog allemaal veilig, maar op een gegeven moment hadden de kandidaten de achteras 'omgedraaid', waardoor het differentieel andersom werkt en de auto's achteruit net zo hard gaan als ze normaal vooruit zouden gaan. Op het rechte stuk van het circuit van Zandvoort bereikten sommigen snelheden van tegen de 115 kilometer per uur. Door deze snelheden werd het te gevaarlijk. In 1980 werd er voor de laatste keer op Zandvoort gereden.
Vanaf 1981 werd uitgeweken naar het Eurocircuit in Valkenswaard. Daar reden de kandidaten vlak voor het rechte stuk door een mulle bocht en zat de snelheid er niet helemaal in. Om de spanning toch wat op te voeren is er een springschans ingebouwd bij de finish.

### DAF
Auto's van DAF waren in een aparte klasse ondergebracht omdat hun Variomatic-overbrenging ze in staat stelde even snel achteruit als vooruit te rijden.

## Badkuiprace
Badkuiprace was een onderdeel waarbij de deelnemers moesten proberen al varend per badkuip op het water zo snel mogelijk de eindstreep te bereiken.
Naast punten voor snelheid konden deelnemers ook punten krijgen voor de originaliteit van hun vaartuig.

## Blij dat ik glij
Dit onderdeel is sinds 1987 onderdeel van Te land, ter zee en in de lucht. Het is in 1995 gestopt om uiteindelijk, dertien jaar later, in 2008 voor het eerst weer gedaan te worden. Dit was in Tirol.
In dit onderdeel moeten de kandidaten in een slee of iets dergelijks van een besneeuwde berg afglijden, listige bochten nemen en hindernissen overwinnen om uiteindelijk beneden de finishbel te raken.
Toen het onderdeel in 2008 na dertien jaar weer terugkeerde, was de baan aanzienlijk breder dan tot 1995 en zat er maar één bocht in, die overigens ruimer was dan voorheen.
Dit is tevens het enige onderdeel van Te land, ter zee en in de lucht dat altijd in het buitenland werd opgenomen, omdat Nederland geen bergen kent.

## De aanhanger wint
'De aanhanger wint' was tussen 1995 en 1997 een onderdeel van Te land, ter zee en in de lucht.
In 2025 is het onderdeel weer terug.
Hierin zitten twee voertuigen aan elkaar gekoppeld. Bij een splitsing in het parcours moeten deze twee voertuigen los van elkaar verdergaan en elk een ander traject afleggen.
Dit onderdeel is 3 keer gehouden en alle 3 de afleveringen zijn gewonnen door de Emmeloorder Cees Koopman.

## Duw 'm d'r af
Dit onderdeel werd alleen in 1998 en 1999 gedaan.
De voertuigen mochten niet vooruit door middel van kettingaandrijving, maar door rolaandrijving. De bedoeling is dat de kandidaten eerst van een schans naar beneden gaan en vervolgens over een baan. Het obstakel van dit onderdeel is een zeer scherpe bocht die ergens halverwege in de baan zit. De kandidaten eindigen dan in het water waar ze dan zelfstandig nog naar de finishbel moeten varen.
Dit onderdeel stond gepland voor de comeback van het programma in 2024.
Maar werd uiteindelijk toch niet gehouden.

## Fiets 'm d'r in
'Fiets 'm d'r in' is sinds 1981 een onderdeel van Te land, ter zee en in de lucht.
Dit onderdeel begint op een podium en de kandidaten moeten met een fiets o.i.d. over een smalle baan rijden, die in het midden nog een stukje smaller is. Aan de overkant aangekomen moeten de kandidaten dan de bel luiden.
Sinds 2007 heeft dit onderdeel een extra regel: de kandidaten mogen het voorwiel van hun fiets niet zien, aangezien het anders te makkelijk wordt om de overkant te bereiken.
Een programma dat gelijkenissen vertoont met dit onderdeel is Red Bull Stalen Ros, dat sinds 2023 wordt uitgezonden op SBS6. De opnames hiervan worden gemaakt in de Prinsessegracht in Den Haag.

## Freewheelen
'Freewheelen' (ook wel 'Dan maar de lucht in') is sinds 1984 een onderdeel van het programma.
Dit onderdeel gaat niet om de snelheid, maar om de afstand. Het gaat erom dat de kandidaten eerst via een schans naar beneden rijden en dan hun voertuig op een lange baan rijdende houden om vervolgens zo dicht mogelijk aan het einde van de baan tot stilstand te komen en dan wordt er gemeten. De kandidaten mogen bij het remmen niet de baan raken. Tevens mogen ze voor het remmen geen bestaande remmen gebruiken. Ze moeten bij het maken van hun voertuig zelf iets bedenken waarmee ze kunnen remmen. Halverwege de baan zit een houten wiebelbrug, waardoor de kandidaten voortijdig te water kunnen raken. Vallen ze via de brug of de baan het water in, is er geen meting. Om een meting te laten plaatsvinden mogen de kandidaten maximaal vijf meter van het einde van de baan verwijderd zijn. De winnaars van dit onderdeel kwamen meestal tot vlak aan de waterkant. Vanaf 2001 werd het onderdeel enkele jaren niet gedaan om in 2004 weer gespeeld te worden.
In de jaren tachtig zat er nog geen brug in de baan. Toen zat er een bocht in de baan.
In de jaren tachtig werd er naast Freewheelen ook het onderdeel 'Dan maar de lucht in' gedaan. Deze twee onderdelen werden toen in één aflevering uitgezonden. In Dan maar de lucht in moesten kandidaten in maximaal 3 minuten vanuit een kist van twee bij twee meter die op het water drijft zo hoog mogelijk zien te komen door het bouwen van een toren.
Het onderdeel is 1 van de oudste onderdelen van het programma.
En werd in 1984 voor het eerst gehouden vanuit de siervijver in De Efteling. Waar nu Aquanura plaatsvind.
In 2025 maakt het onderdeel een comeback in De Efteling.

## Gein op 't plein
Dit onderdeel bestaat sinds 1994.
De kandidaten starten op een schans van 4 meter hoog. Deze schans wordt gevolgd door een baan waar de kandidaten overheen moeten rijden. Op het einde moet het voertuig nog een heuveltje op en dan met behulp van een ring die boven op het voertuig gemonteerd is, over een staaf heen schuiven en die staaf glijdt dan, met voertuig eraan, naar de bel, die boven een bak water hangt.
Een uitzondering van dit spelprincipe was 1996, toen was er geen heuvel van de partij. De staaf met de bel hing boven een gat in de baan waaronder zich water van het pretpark bevond. De heuvel werd echter wel vervangen door een C-bocht, even voor de staaf.
Dit onderdeel wordt in tegenstelling tot de andere onderdelen van de zomerserie niet in het water, maar op een plein opgenomen dat voor de gelegenheid vol met zand wordt gestrooid. Daarbovenop wordt vervolgens de baan gelegd voor dit onderdeel.

## Gezwalk op de balk
Dit onderdeel werd alleen in 1991 (uitzending 2 augustus) gespeeld, in een aflevering gedeeld met Fiets 'm d'r in. Twee kandidaten moeten proberen met een kruiwagen over een balk boven het water de overkant te bereiken. Een deelnemer zit in de kruiwagen, de ander duwt deze over de balk. Hier hoorde ook een ronde bij waarbij het de bedoeling was om zo veel mogelijk personen in het voertuig naar de overkant te krijgen. Er gingen echter zo veel mensen in de kruiwagen dat het decor onder het gewicht bezweek.

## Heen en weer

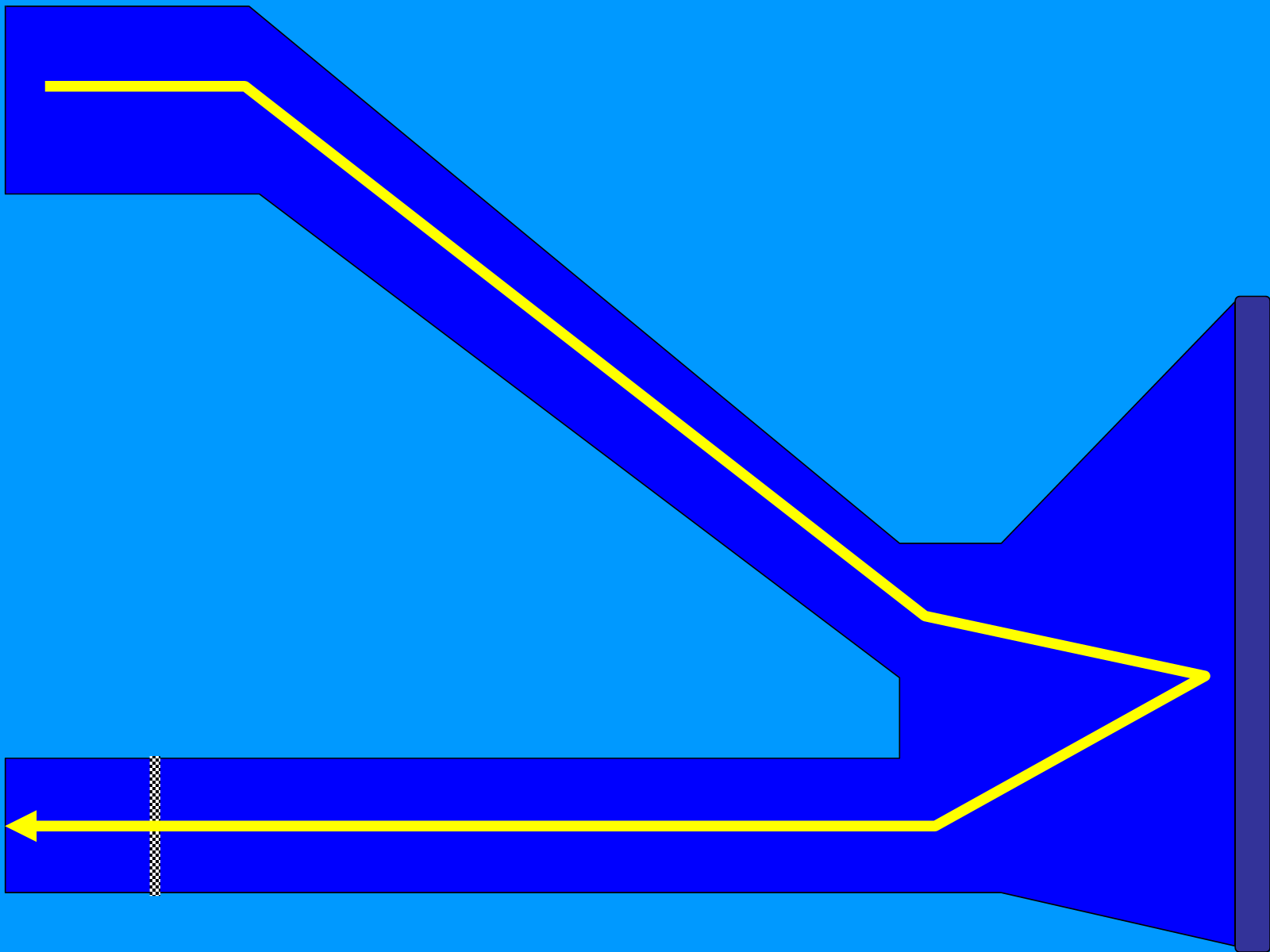
Wedstrijdtraject 'Heen en weer'. De gele pijl geeft de route aan.

'Heen en weer' is sinds 1992 een onderdeel van het programma. Oorspronkelijk werd dit spel alleen in 1992 en 1993 gedaan om in 2005 weer terug te keren.
De kandidaten beginnen bovenaan op een schans van vijf meter hoog. Dan moeten de kandidaten een bocht nemen. Als ze de bocht gehaald hebben, gaan de kandidaten via een schans omhoog en vanaf dat moment rijden ze achteruit. Achteruitrijdend moeten de kandidaten dan de finishlijn bereiken. Er is geen bel die geluid moet worden, op het moment dat de finishlijn geraakt is, wordt de tijd gestopt.

## Hoog en droog
Sinds 1986 is dit een onderdeel van het programma.
Over water zijn twee staaldraden van ongeveer 25 meter gespannen, 70 centimeter uit elkaar. De kandidaten moeten met een voertuig balancerend proberen naar de overkant te rijden, glijden of lopen waar ze dan de finishbel moeten luiden.
In de beginjaren had Hoog en droog nog een tweede onderdeel. Hier gingen de voertuigen niet over de kabels, maar er onderlangs.

## Lol aan de katrol
Dit onderdeel is alleen in 1996 gedaan. De kandidaten komen aan een zelfgemaakte kabelbaan naar beneden en deze kabelbaan moet worden losgekoppeld van de kabel, zodat hij in een gemarkeerd gebied op het water landt. Uiteindelijk varen ze dan over de finish heen en degene die dit het snelste doet, wint.
Het onderdeel werd gekenmerkt door technische problemen. Deze werden veroorzaakt door de waterspetters van de landende deelnemers waardoor het het elektronische oog dat de finishtijden moest registreren werd ontregeld.

## Loop er eens in
In dit onderdeel moeten de kandidaten proberen met een zelfgemaakte constructie binnen een tijdslimiet lopend een zo groot mogelijke afstand over het water af te leggen. De tijd wordt gestart en gestopt door middel van een startpistool. Zodra de tijd gestopt is, mag de kandidaat niet meer verder en wordt gekeken hoe ver hij of zij is gekomen. Degene die de grootste afstand heeft afgelegd wint. Ook wel aangeduid als: "Lopen over water" en "Water lopen".

## Met glans van de schans
Dit onderdeel had twee versies.
De oorspronkelijke versie had enige gelijkenis met Tobbedansen, alleen niet met bootjes. Het was de bedoeling om van een schans met een zelfgebouwd voertuig op ski's naar beneden te razen en dan de bel te raken. In de meeste gevallen hing deze bel onder water.
In 1998 werd Met Glans van de Schans in een aangepaste versie gedaan. Van een helling moesten de kandidaten naar beneden razen en als ze het water raken, er zo ver mogelijk over scheren. De kandidaat die het verst komt, wint.

## Met je as over de plas
Het onderdeel had enige gelijkenis met 'Fiets 'm d'r in', want ook in dat onderdeel moet er over een smalle baan worden gereden. De voertuigen waarmee over deze smalle baan wordt gereden, moeten minimaal vier wielen hebben. Buiten de achterassen hangt zowel links als rechts een kandidaat die het voertuig in evenwicht houdt als dit over de smalle baan rijdt. Als het team aan de overkant is gekomen, kunnen ze de tijd laten stoppen door de finishbel te luiden. Dit onderdeel werd in 2000 voor het eerst en in 2004 voor het laatst gedaan. In 2024 keert het onderdeel weer terug.

## Op glad ijs
In dit onderdeel zaten kandidaten in een slee voortgetrokken of geduwd door een groep schaatsers. De bedoeling was dat de groep schaatsers de slee zo hard moeten laten gaan dat de slee op het eind een kleine helling op kan en kan finishen doordat de inzittende de finishbel luidt. Dit onderdeel werd opgenomen op schaatsbanen.

## Pompen of verzuipen
Dit onderdeel werd alleen in 2001, 2002 en 2003 gedaan.
Dit onderdeel is het enige onderdeel waarbij de deelnemers hun constructie (een bootje) ter plekke in elkaar zetten. Hiervoor krijgen ze maximaal drie uur de tijd. Ze krijgen een vooraf samengesteld basisbouwpakket en verf.
Na de drie uur worden de bootjes naar het wedstrijdtraject vervoerd. Het wedstrijdtraject bestaat uit een paar ronde schijven die met behulp van touw aan elkaar zitten. Hier gaat één kandidaat te voet overheen, terwijl het bootje, met daarin de andere kandidaten, langs de schijven vaart naar de laatste schijf. Als zowel het bootje als de lopende persoon bij de laatste schijf gearriveerd zijn, geven de kandidaten in het bootje een estafettestokje aan de kandidaat die op de schijf staat. Als dit is gebeurd, mag deze kandidaat de finishbel luiden. Dit mag alleen met de hand, niet met het stokje.

## Pret in bed
Dit onderdeel werd alleen in 1994 gedaan.
In dit onderdeel moesten kandidaten een constructie over een balk heen duwen. Aan de overkant moesten ze een bel luiden om de tijd te stoppen. Alle constructies waren gebouwd op het onderstel van een bed.

## Rol 'm 'r op
Dit onderdeel werd alleen in 1998 gedaan.
In dit onderdeel zaten kandidaten op een wagen die wordt geduwd. De bedoeling was dat de kandidaten die duwen, de wagen zo hard laten gaan, dat deze een helling kan nemen en kan finishen doordat de inzittende de finishbel luidt. De heuvel was ingesmeerd met groene zeep.
Dit onderdeel heeft een vergelijkbaar parcours als Gein Op Het Plein.

## Schiet 'm d'r af
In dit onderdeel werden kandidaten in hun zelfgemaakte wagen over een smalle baan voortgetrokken door iemand die aan het eind aan een lier draaide. Een van de kandidaten balanceerde boven op de wagen en werd beschoten door iemand aan een voetbalkanon. Als de kandidaat blijft staan tot het einde van de baan, kan hij/zij de bel luiden. Als deze echter zijn balans verliest, valt hij/zij in het water en is er geen tijd.

## Snel naar de bel

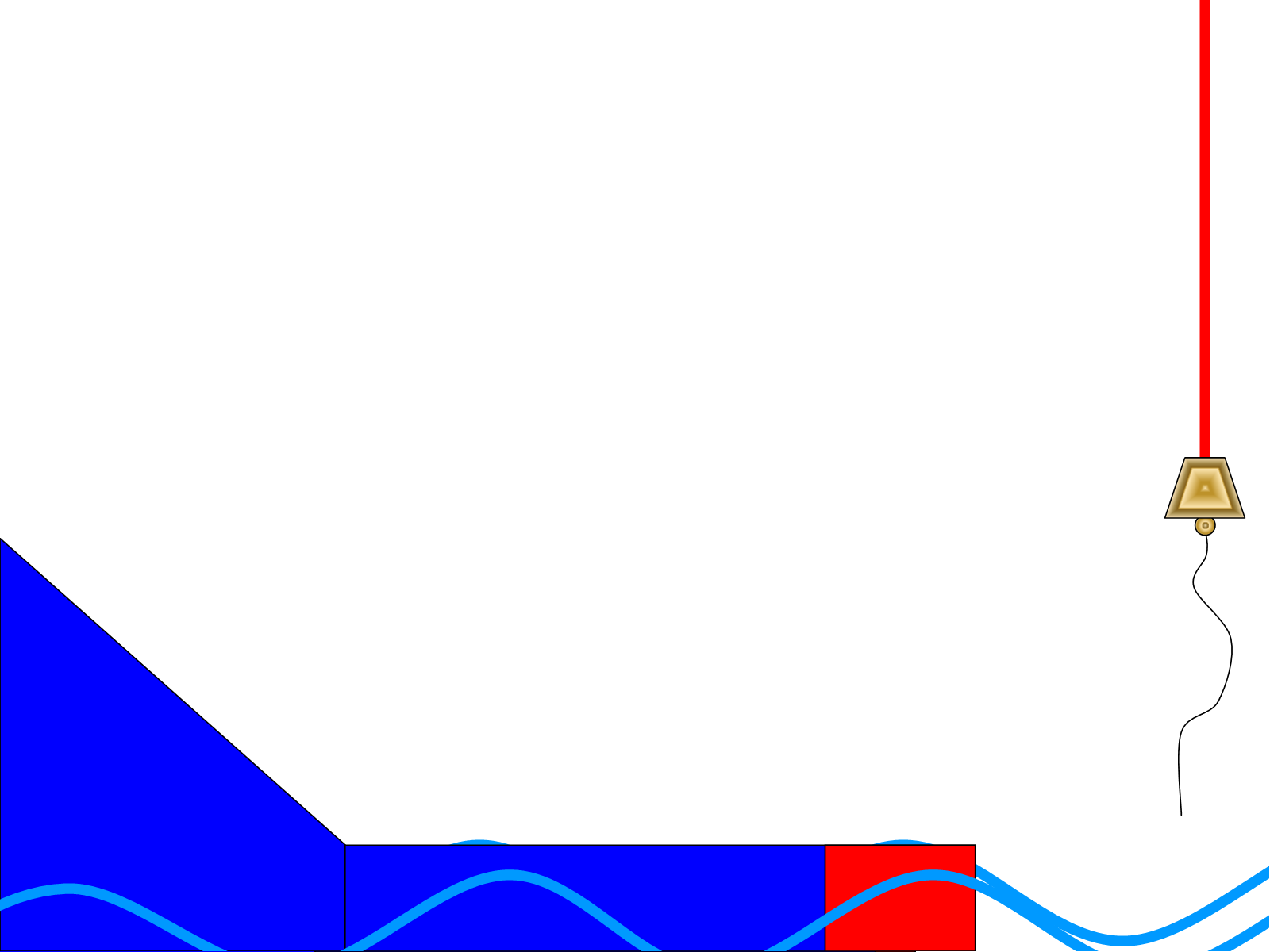
Hedendaags wedstrijdtraject 'Snel naar de bel'

'Snel naar de bel' is sinds 1999 een onderdeel van Te land, ter zee en in de lucht.
De kandidaten beginnen boven op een schans. Dan moeten ze over een baan rijden. Op het eind van de baan moeten ze afremmen, dan mogen ze niet op de baan lopen en dan moeten ze nog een afstand van 3 meter overbruggen om de bel te bereiken met behulp van een verlengstuk op het voertuig (zonder op de baan of in het water te komen) of door vanaf het voertuig gewoon naar de bel te springen om deze vervolgens te luiden. De snelste tijden liggen meestal rond de 8 seconden.
De eerste keer 'Snel naar de bel' bestond uit 2 onderdelen. Bij onderdeel A was het de bedoeling om op het eind het voertuig tot stilstand te brengen. Dan moet er een kandidaat het voertuig uit en die moest over een smalle balk naar de bel lopen. Onderdeel B was vergelijkbaar met hoe het alle daaropvolgende jaren werd gedaan.

## Tobbedansen
Het onderdeel bestaat sinds 1978 en begint op een glijhelling van vijf meter hoog, die is ingesmeerd met groene zeep. Daar gaan de deelnemers in een boot naar beneden en de bedoeling is dan om zo snel mogelijk over het water te scheren en de bel te raken.
Niet iedereen slaagt erin de bel te raken. Sommige kandidaten springen te vroeg en anderen drijven voortijdig af.
Het ontwerp waarbij een kleiner vaartuig gelanceerd wordt zodra het glijtuig het water raakt, is sinds jaren het meest succesvol om snelle tijden te halen. De snelste tijden liggen meestal onder de 5 seconden.
Het onderdeel dankt zijn naam aan de plaats waar het voor het eerst werd gespeeld, namelijk Harlingen. De bijnaam van Harlingers luidt namelijk "Tobbedansers". Dit omdat men vroeger een wollen kledingstof vervaardigde in Harlingen, bekend als Harlinger bont. Om het wol te reinigen werd het in grote tobbes met water gedaan, waarin men het al trappelend en met blote voeten reinigde. Vandaar de naam "Tobbedansers".
Bij 'Tobbedansen Speciaal' moeten de kandidaten met het voertuig zoveel vaart maken dat ze met het vaartuig een schuinlopend platform op, waar gebeld moet worden. Deze variant van Tobbedansen werd in 1986 voor het eerst gedaan, toen nog als onderdeel van het standaard Tobbedansen. In 2001 en 2003 werd er een Tobbedansen-special met oud-Tobbedansen-deelnemers gepresenteerd. In 2024 werd dit onderdeel uitgezonden onder de titel Op naar de Top.

## Uitpakken en wegwezen
Dit onderdeel werd van 1993 t/m 2002 gespeeld.
In dit onderdeel moeten kandidaten met een zelfgemaakt vaartuig over water een stuk varen en tegelijkertijd een constructie opzetten (zoals een ladder), erin klimmen en de bel luiden, die op een hoogte van ongeveer 8 meter hangt. De snelste tijden in dit onderdeel liggen meestal rond de 15 seconden. De snelste tijd ooit neergezet bij dit onderdeel is 13,64 seconde, in 1999.
In 2002 werd dit onderdeel in de Scheveningse haven gehouden. De wind kwam vanuit zee de haven in, maar de deelnemers moesten de andere kant op. Het duikteam moest de deelnemers helpen om tegen de stroom in bij de bel te komen. De snelste tijden waren dit jaar ook aanzienlijk langzamer dan de voorgaande jaren. Vanwege veiligheidsproblemen was dit ook het laatste jaar waarin dit onderdeel werd gedaan.

## Vlieg er eens uit
'Vlieg er eens uit' was het allereerste onderdeel van het programma.
In dit onderdeel is het de bedoeling om met een zelfgemaakt vliegtoestel zonder motor van een verhoging van acht meter hoog te springen en dan zo lang mogelijk boven het water te blijven. Op het moment dat het water wordt geraakt, wordt de tijd stilgezet. De meeste mensen vielen gelijk in het water, totdat iemand het idee kreeg om met een deltavlieger mee te doen. Hierna ging bijna iedereen dit doen en was de lol er snel af. Om die reden is het onderdeel uiteindelijk stopgezet. In 2006 keerde dit onderdeel eenmalig terug bij SBS6 onder de naam Red Bull Flugtag. Deze editie werd opgenomen in de Veerhaven in Rotterdam